# El Tablón Número Dos
El Tablón Número Dos är en ort i Mexiko.   Den ligger i kommunen Rosario och delstaten Sinaloa, i den centrala delen av landet, 800 km nordväst om huvudstaden Mexico City. El Tablón Número Dos ligger 87 meter över havet och antalet invånare är 162.
Terrängen runt El Tablón Número Dos är platt åt sydväst, men åt nordost är den kuperad. Runt El Tablón Número Dos är det glesbefolkat, med 15 invånare per kvadratkilometer. Närmaste större samhälle är Concordia, 19,8 km norr om El Tablón Número Dos. Omgivningarna runt El Tablón Número Dos är en mosaik av jordbruksmark och naturlig växtlighet.